# Земља Секеља
Под термином „Земља Секеља” (ров: , лат. Terra Siculorum) подразумева се подручје на истоку Трансилваније у Румунији коју настањују Секељи, мађарска етничка група.

## Географија
Историјска „Земља Секеља” се налази на истоку трансилванијског басена, у оквиру Карпатског лука и делимично у источним Карпатима у централном делу Румуније. То подручје обухвата велики део савремених румунских округа Харгита и Ковасна, средњи део округа Муреш, мањи део округа Алба и Клуж (села бившег секељског седишта Арањош близу општине Униреа), као и поједине општине округа Њамц (општина Бицазу Арделан, Бицаз-Чеј и Дамуц) и Бакау (град Ђимеш-Фагет).
Културни и политички центар „Земље Секеља” је раније био Секељудвархељ (Одорхеју Секујеск) који се налази западно од харгитских планина. Остала важна места била су Марошвашархељ (Таргу Муреш), Чиксереда (Мијеркуреа Чук) и Шепсисентђурђу (Св. Ђорђе). Данас се Таргу Муреш сматра политичким, економским и културним центром Секеља у Трансилванији.

## Становништво
У окрузима Харгита, Ковасна и Муреш 2002. године живело је укупно око 1,13 милиона становника; од којих је 670.000 било мађарског (око 59%, а већина њих су Секељи), а 407.000 румунског порекла (36%). У окрузима Харгита и Ковасна, проценат мађарског живља је био 84.6 и 73,8%, а у Мурешу је био 39,3%.
На истом том подручју је 1919. г. живело око 777.340 становника, од којих је 542.400 било мађарског (око 69%, а већина њих су били Секељи), а 183.000 румунског порекла (23%). У окрузима Харгита и Ковасна проценат мађарског живља је био 92,7% и 87,4%, а у округу Мориш 48,8%.
Писмо са којим су се Секељи чак до 18. века служили се звало Ровашко писмо, и оно је од тада постепено изашло из употребе, али се и даље налази на споменицима и Секељ капијама.
- Етничка мапа земље Секеља у Румунији, попис из 1992. године.
- Етничка мапа земље Секеља у Румунији, попис из 2002. године.
- Етничка мапа земље Секеља у Румунији, попис из 2011. године.

## Историја
Развој градова у „Земљи Секеља” био је током историје под знатним утицајем централних власти било да су у питању угарске, отоманске, аустријске, аустроугарске или румунске. Секељи, које су живели у Трансилванији служили су ради одбране краљевства од Кумана и Византинаца и због тога нису плаћали порез, основали су 1190. г. град Сибињ.